# Erebostrota ochra
Erebostrota ochra là một loài bướm đêm trong họ Noctuidae.